# ヨヴァン・ネナド
ヨヴァン・ネナド (セルビア語キリル・アルファベット: Јован Ненад; 1492年ごろ – 1527年7月26日)は、セルビア人のハンガリー王国の軍人。モハーチの戦いののちにヴォイヴォディナで自立し皇帝（ツァーリ）を名乗った。黒公の通称でも知られる[a]。
セルビアの歴史家は、ヨヴァン・ネナドをヴォイヴォディナの建設者にしてオスマン帝国による征服以前のセルビアで最後の独立国を指導した人物であるとしている。

## 生涯

### 出身と身体的特徴
1492年ごろ、ヨヴァン・ネナドは北バナト（現ルーマニア）のムレシュ川沿いにあるリポヴァのセルビア人家庭に生まれた。幼少期についてはよく分かっていない。ネナド自身は「セルビア皇帝やビザンツ皇帝の子孫」と称していたが、同時代の人々は彼をセルビア専制公の子孫もしくは下層階級の出身であるとしている。体格は中背で細身、非常に道徳的で信心深い人物だった。また彼には右こめかみから右足までまっすぐ伸びる指一本分の線状の母斑があり、これが神性の証であるとして「黒公」の通称の由来となった。

### 軍人としての経歴
1526年8月29日のモハーチの戦いで、ハンガリー・ボヘミア王ラヨシュ2世がオスマン帝国軍に完敗し、敗走中に川で溺死した。戦後、ハンガリー王国は3つに分裂した。すなわち北部・西部のハプスブルク家領王領ハンガリー、東部トランシルヴァニアで自立した東ハンガリー王国、中部・南部のオスマン帝国に併合されたオスマン帝国領ハンガリーである。ラヨシュ2世に嗣子がいなかったことで、ハンガリー貴族の支持を受けるサポヤイ・ヤーノシュ（ヤーノシュ1世）と、ラヨシュ2世の義兄弟のオーストリア大公フェルディナント（フェルディナーンド1世）の2人がハンガリー王位をめぐって争った。この闘争の中に、セルビア人傭兵部隊を率いて頭角を現したのがヨヴァン・ネナドである。
モハーチの戦い直後、ネナドはティサ川とドナウ川の間の地域にセルビア人傭兵隊長として登場する。彼は速やかにオスマン軍をバチュカやバナトの一部、スレムから追い出し、そのまま自らが独立勢力として統治した。当初ネナドはヤーノシュ1世を支持していたが、バチュカの貴族とヤーノシュ1世の仲が疎遠になり、ヤーノシュ1世がネナドの領土を認めなかったこともあり、ネナドは1527年初頭にハプスブルク家のフェルディナーンド1世陣営に鞍替えした。ネナドはバチュカを自らのものとし、ハンガリー人難民の帰還を阻んだため、ハンガリー人貴族とも対立するようになった。本軍とは別に、ネナドは600人ほどの私兵を雇っていた。ネナド軍にはオスマン領内のセルビア人、バナトやトランシルヴァニアのヴラフ人、さらにはカトリック教徒も参加し、1527年の初頭には、その軍勢は1万5000人を数えるほどになった。このネナドの治世後期の成功には、カトリック教徒と正教徒の協同を実現した点が大きいと考えられている。当時のセルビア人は、パンノニア平原南部、ドナウ川・ティサ川流域（ラスキア）に広がっていた。

### 皇帝としての絶頂と最期

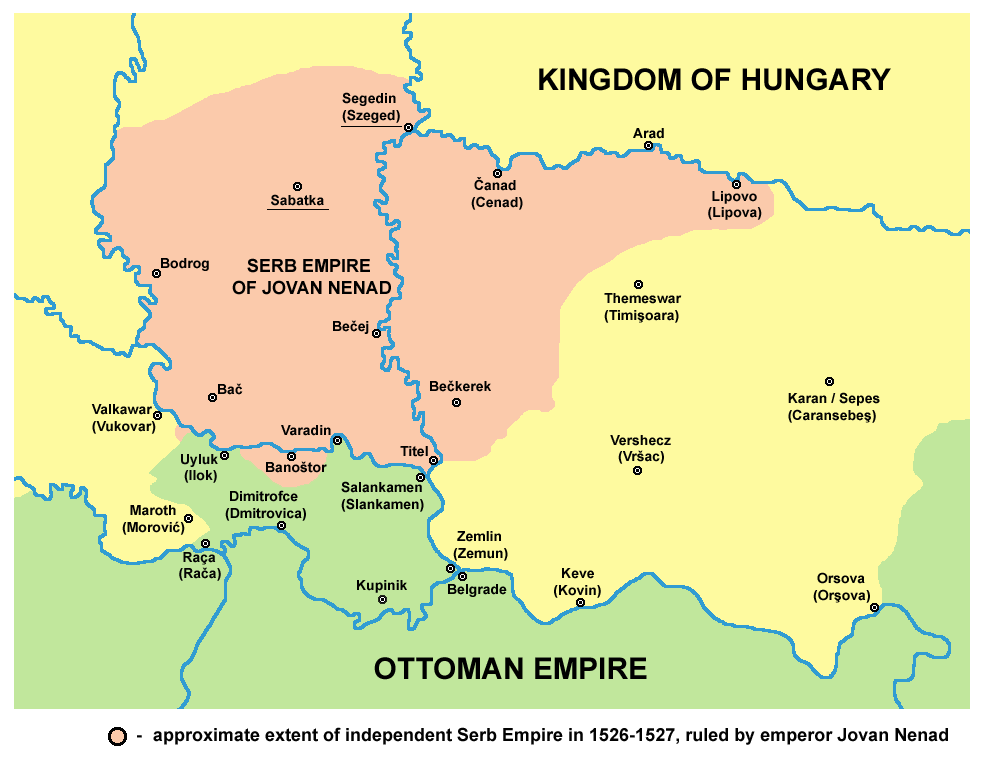
ヨヴァン・ネナドの勢力範囲（赤）

ネナドはハンガリー王位継承問題を短期間で終わる争いであると判断し、オスマン帝国からセルビア人の土地を取り戻すことに力を注いだ。1527年前半、東ハンガリーのヤーノシュ1世は、ネナドが支持するフェルディナーンド1世がオーストリアで東ハンガリー遠征の準備を進めている間に、ネナドを鎮圧しようとチャーキ・ラースロー率いる300人の騎士を派遣した。しかしこれはあまりにもネナドを過小評価した戦力であり、チャーキは4月前半には捕らえられ、処刑された。この後ネナドの勢力は最盛期を迎え、彼は自ら皇帝（ツァーリ）を名乗った。東ハンガリー王国はペレーニ・ペーテルを司令官として再び遠征軍を送ったが、4月後半のティサ川河畔のセーレーシュの戦いでネナドに敗れた。しかしペレーニはトランシルヴァニアや上ハンガリーの戦力を結集し、7月25日にセゲド近くで行われたセードファルヴァの戦いでネナドを決定的に打ち破った。
ネナドは重傷を負い、フェルディナーンド1世との合流を試みて撤退しようとしたが、戦いの翌日にトルニョシュでハンガリー軍に捕捉され殺害された。ネナドの首はヤーノシュ1世のもとに送られ、彼の軍隊は四散してセルビア独立の夢は潰えた。彼の将軍の一人ラドスラヴ・チェルニクは残党を率いてスレムを支配してオスマン帝国に、次いでハプスブルク帝国に従った。

## 後世への影響

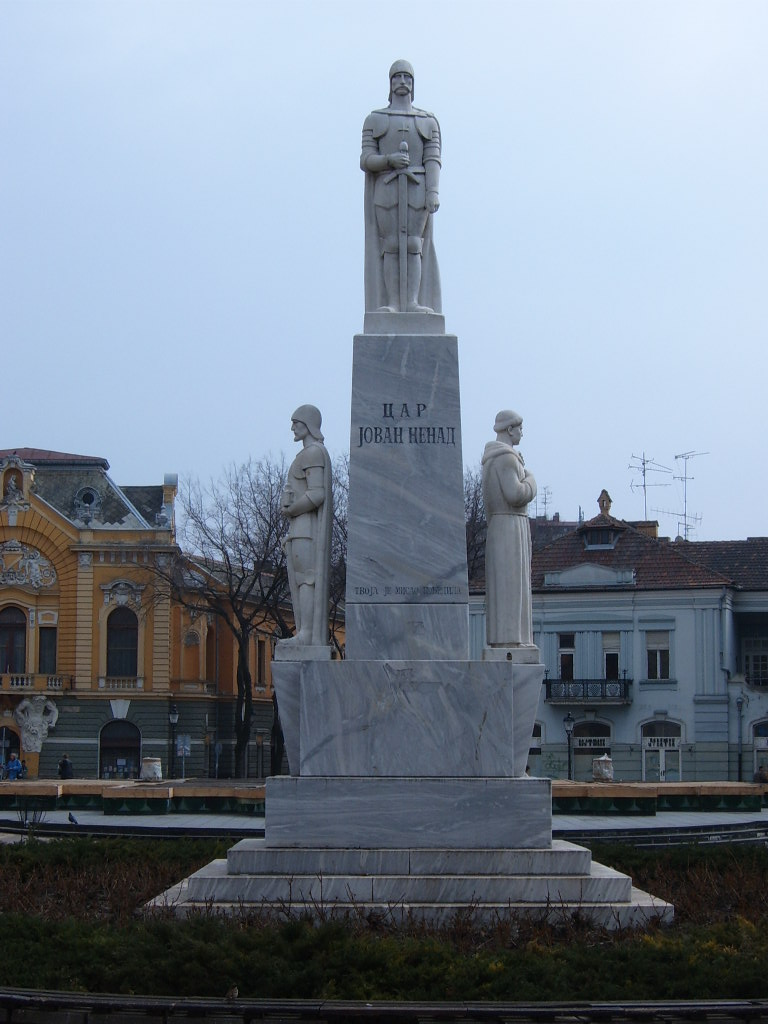
スポティッツァにあるヨヴァン・ネナドの記念碑

後世に、ヨヴァン・ネナドはセルビア人の間で神話的な偶像となっていった。多くのセルビア人歴史家たちはネナドをヴォイヴォディナ地域の創設者であるとしているが、彼の治世は極めて短く不安定だったため、現在に至る強い影響はないと考えられる。ヴォイヴォディナ第二の都市であるスボティツァには、"あなたの思いは勝利した" (Твоја је мисаo победила/Tvoja je misao pobedila)と刻まれたネナドの記念碑が建てられている。.

### 文化的影響
1942年のハリウッド映画『キャット・ピープル』では、ヨヴァン・ネナドの小さな彫像（作中では「セルビアのジョン王」と呼ばれる）が物語のカギを握る存在となっている。このネナドの彫像は、騎乗して猫を剣で串刺しにしているというものである。